# Carneades bicincta
Carneades bicincta là một loài bọ cánh cứng trong họ Cerambycidae.